# Schizorhamphus
Schizorhamphus — рід кумових ракоподібних родини Pseudocumatidae. Рачки поширені у Середземному, Чорному та Каспійському морі.

## Види
Рід містить 3 види:
- Schizorhamphus bilamellatus
- Schizorhamphus eudorelloides
- Schizorhamphus scabriusculus